# ジョン・フォックス (ミュージシャン)

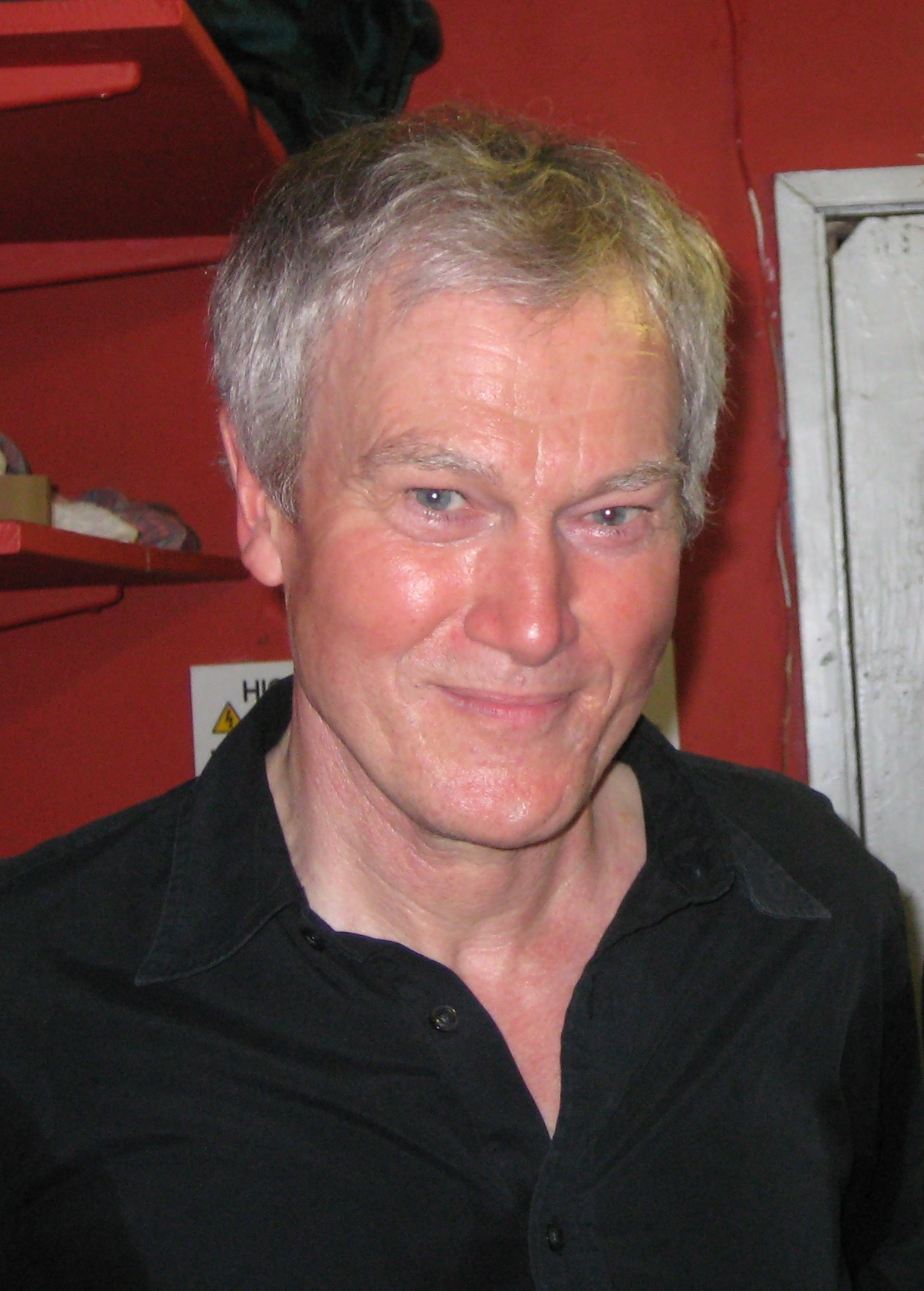
2008年

ジョン・フォックス（John Foxx, 本名 Dennis Leigh, 1948年9月26日 - ）は、イギリスのミュージシャン、グラフィックデザイナー、大学講師。初期のウルトラヴォックスのヴォーカリストであり、ニュー・ウェイヴ期に活躍したが1985年以降音楽活動を長期休止した後、1997年に復帰。そのシンセサイザーを多用した音楽は多くのアーティストに影響を与えている。

## 来歴

### ウルトラヴォックス結成まで
- 1948年、イングランド北西部ランカシャー州に生まれる。マンチェスターのアートカレッジを経て、ロンドン王立芸術学院を卒業。
- 1973年　後にタイガー・リリーと呼ばれることになるバンドを結成。The Zips、The Fire of London、The Damned（さすがに同名のバンドがいたため採用されず）などギグの度にバンド名を変え続けたが、1975年にファッツ・ウォーラーのカヴァー曲、Ain't Misbehavin'でシングルデビューした際にタイガー・リリーという名前を採用した。

### ウルトラヴォックス時代
- 1977年　アイランド・レコードと契約するに当たってウルトラヴォックス！という名前を採用する。!はドイツのバンド、ノイ!にちなんでいる。同時にジョン・フォックスという芸名にする。同年1月にDangerous Rhythm(c/w My Sex)をリリース。ファーストアルバム "Ultravox!" ではブライアン・イーノとスティーヴ・リリーホワイトをプロデューサーに迎え、またセカンドアルバムの "Ha! Ha! Ha!" を同年発表する。
- 1978年　この年以降、バンド名の末尾から!が取れる。サードアルバム "Systems of Romance" を発表。それと同時に前作までのパンク風サウンドに距離を置き、シンセサイザーを多用してテクノポップの先駆けとなった。ケルンのコニー・プランクのスタジオで録音されたこの作品は、商業的に大成功を収めたわけではなかったが後のテクノ系アーティスト達に多大な影響を与える。
- 1979年　アメリカツアーを前にアイランド・レコードを解雇される。そのツアーを最後にウルトラヴォックスを脱退する。その後に加入した、ミッジ・ユーロのヴォーカルでバンドはヒット曲を連発する。

### ソロ活動
- 1980年　ヴァージン・レコードと契約し、セルフプロデュースによる初のソロアルバム、"Metamatic"を発表。後にデペッシュ・モードやアインシュテュルツェンデ・ノイバウテンを手がけることになるガレス・ジョーンズがエンジニアとして参加。
- 1981年　"The Garden"を発表。英国ロマン主義とテクノロジーという相反する要素を融合させた作品と言える。また、後に"Cathedral Oceans" シリーズで展開することになるテーマ、カトリシズムをアルバムに導入した作品でもあった。アルバム収録のEurope After The Rain が日本では本田技研工業のスクーター、タクトのＣＭ曲として使われる。
- 1982年　イタリアの映画監督ミケランジェロ・アントニオーニの『ある女の存在証明』の音楽を担当する。
- 1983年　"The Golden Section" の発表に伴い、大々的にツアー活動をする。このときのロンドンでの公演が2002年に発売された"The Golden Section Tour + The Omnidelic Exotour" に収録される。また東京と大阪でも来日公演をしている。
- 1985年　"In Mysterious Ways がリリースされるが、それ以降レコーディングスタジオを売却し、グラフィックアーティストとしての仕事（それも本名名義）に軸足を移すことになる。

### 音楽活動休止
グラフィックアーティストとしてジャネット・ウィンターソンの『さくらんぼの性は』（1989年）、アンソニー・バージェスの"A Dead Man in Deptford"（1993年）,サルマン・ラシュディの"The Moor's Last Sigh" （1995年）やアーデン・シェイクスピア・シリーズ（シェイクスピアの校訂版シリーズ）等の本の装丁の仕事などを手がけながら、"Cathedral Oceans" のプロジェクトに着手する。
1990年代前半、ハウスやデトロイト・テクノに影響を受け、Nation 12名義で"Remember" と "Electrofear"を12インチシングルで出す（2005年にアルバムとして発売される）。前者ではボム・ザ・ベースのティム・シムノンと共演している。またビットマップ・ブラザーズのゲームソフトSpeedball 2 (1990年) と Gods (1991年)のために曲を提供したり、LFOのデビュー作のミュージック・ビデオを撮る。

### 音楽活動再開
- 1997年　"Shifting City" と "Cathedral Oceans"の2枚のアルバムを引っさげて、ジョン・フォックスとしての音楽活動を再開する。前者はこの作品以降音楽パートナーとなったルイス・ゴードンと初めて共作したアルバムであり、1998年にかけてイギリス国内でthe Subterranean Omnnidelic Exotour を展開する。また後者はカトリックの教会音楽に影響を受けたアンビエントである。
- 2001年 "The Pleasures of Electricity"を発表。
- 2003年 "Crash and Burn"と"Cathedral Oceans II"、そしてハロルド・バッドと組んだ"Translucence" と" Drift Music" の2枚組が発売される。
- 2004年　ニューヨークで"Cathedral Oceans"をテーマにした美術展を開く。
- 2005年 "Cathedral Oceans III"を発表。フィンランド人DJのJori Hulkkonenのアルバム"Dualizm"に収録されたDislocatedを歌う。Nation 12 との作品がアルバム"Electrofear"としてまとめられる。
- 2006年　ライブアルバム"Live From a Room (As Big as a City)"とオリジナルアルバム"From Trash" と、オリジナル曲（"From Trash"からの2曲のリミックス含む）とインタビューの2枚組"Sideways" の3枚を発表。
- 2008年　2007年のゴードンとの Metamaticツアーの模様を収録した "A New Kind Of Man" を発売。9月に東京で来日公演を25年振りに行った。